# 久保田未夢
久保田未夢（日语：／ Kubota Miyu，1995年1月31日—）是日本的女性聲優、歌手，埼玉縣出身。81 Produce所屬。身高156cm，血型A型。

## 人物
在avex與聲優事務所81 Produce共同舉辦的「動畫歌曲主唱試鏡」中合格，並和其他五名成員組成團體「i☆Ris」。
興趣是觀賞動畫。喜歡的角色是《無頭騎士異聞錄 DuRaRaRa!!》的平和島靜雄。
工業高中出身，擁有堆高機與電弧焊的執照。
在2016年的第10回聲優獎中以i☆Ris一員的身分獲得歌唱賞。

## 演出作品
※粗體字為主要角色。

### 電視動畫
2013年
- 星光少女 彩虹舞台（客5）
- 襲來！美少女邪神W（店員、服務台人員）

2014年
- 最強銀河 究極ZERO Battle Spirits（莎曼莎）
- HAMATORA-超能偵探社-（女孩子）
- 龍收藏（特魯特）
- Pripara（北條蘇菲[5]）
- 波力救援小英雄（貝蒂）

2015年
- 浦和的小調（別所子鹿[6]）

2017年
- 偶像時間星光樂園（花、北條蘇菲）
- 不要輸！！惡之軍團！（KAKUWA☆旁白們 第2話旁白）
- 青春歌舞伎（透子）
- 黑色五葉草（修女莉莉）

2018年
- 錢進球場（球場女播音員）
- 魔法少女網站（赤根舞夢）
- 星光頻道（萌黃繪萌[7]）
- 小邪神飛踢（梅杜莎／小梅杜莎）

2019年
- 格林筆記 The Animation（珊[8]）
- 賢者之孫（愛莉絲·柯納[9]）
- 星光王子 KING OF PRISM -Shiny Seven Stars-（G.o.d. VII）
- 為了女兒，我說不定連魔王都能幹掉。（グラロス）

2020年
- 歌舞伎町夏洛克（武田希子）
- 異種族風俗娘評鑑指南（惡魔之穴接待小姐）
- 掠奪者（一之瀨咲）
- 小邪神飛踢'（梅杜莎、魔獸2）
- Love Live! 虹咲學園學園偶像同好會（朝香果林[10]）

2021年
- 鬥神姬（エメ・プラヴェ）

2022年
- Love Live! 虹咲學園學園偶像同好會（第二期）（朝香果林）
- 武藏野！（別所子鹿[11]）
- 小邪神飛踢X（梅杜莎）
- SHINE POST（唐林絃葉[12]）
- 某天早晨變成模擬人頭麥克風後我的人生（浅草とと[13]）

2023年
- 虹咲四格 動畫版（朝香果林[14]）
- TechnoRoid 超越意志（少女）
- 帶著智慧型手機闖蕩異世界。2（櫻[15]）
- 妙廟美少女（月下麻奈）
- 小邪神飛踢【世紀末篇】（梅杜莎）

2024年
- 虹咲四格 動畫版 2（朝香果林[16]）
- 精靈小姐瘦不了（草花田[17]）
- 嘆氣的亡靈想隱退（蒂諾·薛德[18]）

### OVA
2014年
- 夢幻足球手Stella（木戶步美）※單行本第8卷－第10卷附贈DVD限定版

2023年
- Love Live! 虹咲學園學園偶像同好會 NEXT SKY（朝香果林[19]）

### 劇場版動畫
2015年
- 劇場版星光樂園 大集合！星光☆之旅（北條蘇菲[20]）
- 跳出星光樂園 大家的目標！偶像☆大賽（北條蘇菲）

2016年
- 星光樂園 大家的憧憬♪ 去吧☆星光巴黎（北條蘇菲）

2017年
- 劇場版星光樂園 一起閃耀吧！閃亮亮☆星光LIVE！（北條蘇菲）

2018年
- 劇場版 星光樂園&星夢頻道～閃耀紀念LIVE～（萌黃繪萌、北條蘇菲）

2024年
- i☆Ris the Movie -Full Energy!!-（久保田未夢[21]）
- Love Live! 虹咲學園學園偶像同好會 完結篇 第1章（朝香果林[22]）

2025年
- 偶像學園×星光樂園 THE MOVIE -相遇的奇蹟！-（北條蘇菲[23]）
- Love Live! 虹咲學園學園偶像同好會 完結篇 第2章（朝香果林[24]）

### 遊戲
2013年
- 坦克戰記4～月光的歌姬～（蜜柑[25]）

2014年
- 我的魔塔～超越傳說無盡之塔～（鏟子[26]、扳手、曲尺、瀝青切割機）

2015年
- Maiden Craft（時任依乃里[27]）
- 我家公主最可愛（春待姬[28]）

2019年
- Love Live! 學園偶像祭 ALL STARS（朝香果林）

2025年
- 賽馬娘 Pretty Derby（唯獨愛你[29]）

### 廣播劇CD
- 第38期 藍本女子高等學校學生會活動日誌 藍本（小空聰子）※i☆Ris 2nd Anniversary Live～Dream Evolution～配發給入場者的非賣品

### 音樂CD
| 發售日   | 專輯名稱                                           | 演唱名義 | 歌曲名稱                                  | 商業搭配                    |
| 2014年   | 2014年                                             | 2014年 | 2014年                                    | 2014年                      |
| -------- | -------------------------------------------------- | --- | ----------------------------------------- | --------------------------- |
| 11月26日 | Pripara 偶像歌曲♪合輯 by菈菈&米蕾&蘇菲             | 北條蘇菲（久保田未夢） | 「」                                      | 電視動畫《Pripara》插入曲   |
| 11月26日 | Pripara 偶像歌曲♪合輯 by菈菈&米蕾&蘇菲             | 真中菈菈（茜屋日海夏）&南米蕾（芹澤優）&北條蘇菲（久保田未夢） | 「Pretty Prism Paradise!!!」              | 電視動畫《Pripara》插入曲   |
| 2015年   |                                                    | |                                           |                             |
| 3月18日  | Pripara 偶像歌曲♪合輯 bySoLaMi♡SMILE&北條宇&法露露 | SoLaMi♡SMILE（真中菈菈（茜屋日海夏）&南米蕾（芹澤優）&北條蘇菲（久保田未夢）） | 「」                                      | 電視動畫《Pripara》插入曲   |
| 4月2日   | Pripara遊戲音樂合輯                                | 菈菈（CV.茜屋日海夏）、米蕾（CV.芹澤優）、蘇菲（CV.久保田未夢） | 「GoGo！」                                | 交換卡片街機遊戲《Pripara》 |
| 6月17日  | Pripara☆音樂合輯DX／Pripara☆音樂合輯               | 北條蘇菲（久保田未夢） | 「」                                      | 電視動畫《Pripara》插入曲   |
| 6月17日  | Pripara☆音樂合輯DX／Pripara☆音樂合輯               | SoLaMi♡SMILE（真中菈菈（茜屋日海夏）&南米蕾（芹澤優）&北條蘇菲（久保田未夢）） | 「Pretty Prism Paradise!!!」              | 電視動畫《Pripara》插入曲   |
| 6月17日  | Pripara☆音樂合輯DX／Pripara☆音樂合輯               | SoLaMi♡SMILE（真中菈菈（茜屋日海夏）&南米蕾（芹澤優）&北條蘇菲（久保田未夢）） | 「」                                      | 電視動畫《Pripara》插入曲   |
| 6月17日  | Pripara☆音樂合輯DX／Pripara☆音樂合輯               | SoLaMiDressing（真中菈菈（茜屋日海夏）&南米蕾（芹澤優）&北條蘇菲（久保田未夢）&東堂詩音（山北早紀）&桃樂絲·威斯特（澀谷梓希）&雷歐納·威斯特（若井友希））                           | 「Love friend style」                     | 電視動畫《Pripara》插入曲   |
| 6月17日  | Pripara☆音樂合輯DX／Pripara☆音樂合輯               | SoLaMiDressing（真中菈菈（茜屋日海夏）&南米蕾（芹澤優）&北條蘇菲（久保田未夢）&東堂詩音（山北早紀）&桃樂絲·威斯特（澀谷梓希）&雷歐納·威斯特（若井友希））                           | 「Realize! -SoLaMiDressing ver.-」        | 電視動畫《Pripara》插入曲   |
| 6月17日  | Pripara☆音樂合輯DX／Pripara☆音樂合輯               | SoLaMiDressing&Falulu（真中菈菈（茜屋日海夏）&南米蕾（芹澤優）&北條蘇菲（久保田未夢）&東堂詩音（山北早紀）&桃樂絲·威斯特（澀谷梓希）&雷歐納·威斯特（若井友希）&法露露（赤崎千夏）） | 「Make it! -SoLaMiDressing&Falulu ver.-」 | 電視動畫《Pripara》插入曲   |

## 外部連結
- 久保田未夢 | iRis OFFICIAL WEB SITE （页面存档备份，存于）（日語）
- 事務所公開簡歷 （页面存档备份，存于）（日語）
- 久保田未夢的X（前Twitter）（日語）